# 北山高与志
北山 高与志（きたやま たかよし、1978年10月13日 - ）は、日本の男性キックボクサー。本名は北山 高与始（きたやま たかよし）。大阪府交野市出身。フリーランス。
チームドラゴン所属の選手と対戦する機会が多く、その勝率よりドラゴンキラーの異名を持つ。
現在、神戸市中央区にある特定非営利活動法人アイコラボレーション神戸で、車椅子の人たちとホームページを作る仕事をしている。

## 来歴
1994年、一燈園高校在学中にキックボクシングジムに入門（当時17歳）。
2000年、近畿大学在学中に関西アマチュアSB選手権大会・全日本アマチュアSB選手権大会 優勝。
2001年、就職のため、一時現役を引退。
2003年、神戸にあるS.F.Kキックボクシングジムにコーチとして入門。
2003年10月13日、ケガをした選手の代役としてプロデビュー。1RKO負け。
2005年1月30日、R.I.S.E. XIIにて尾崎圭司に判定0-2で敗北し、一念発起してリングネームを本名の高与始から高与志に改名。
2007年1月8日、我龍真吾の王座返上に伴い始まったJ-NETWORKウェルター級王座決定トーナメントに出場。1回戦、準決勝に勝利し、決勝進出を決めた。
2007年3月21日、J-NETWORKウェルター級王座決定戦で吉川英明に判定勝ち。J-NETWORKウェルター級王者となった。
2008年4月11日、J-NETWORKウェルター級タイトルマッチで渡辺雅和に3RTKO勝ちで同王座を防衛。
2009年2月15日、マーシャルアーツ日本キックボクシング連盟「2009士道館新春興行」WMAF世界ウェルター級タイトルマッチで王者水町浩に挑戦。判定勝ちでWMAF世界ウェルター級王者となった。
2010年9月11日、新日本キックボクシング協会「TITANS NEOS VIII」で藤田ゼンと対戦し、1-2の判定負け。この試合からS.F.Kキックボクシングジムを離れ、フリーランスとなった。
2011年2月5日、「ビッグバン・統一への道 其の四」のメインイベントで城戸康裕と対戦し、0-3の判定負けを喫した。

## 戦績
| キックボクシング 戦績 | キックボクシング 戦績 | キックボクシング 戦績 | キックボクシング 戦績 | キックボクシング 戦績 | キックボクシング 戦績 | キックボクシング 戦績 |
| --------------------- | --------------------- | --------------------- | --------------------- | --------------------- | --------------------- | --------------------- |
| 25 試合               | (T)KO                 | 判定                  | その他                | 引き分け              | 無効試合              |                       |
| 14 勝                 | 5                     | 9                     | 0                     | 1                     | 0                     |                       |
| 10 敗                 | 2                     | 8                     | 0                     | 1                     | 0                     |                       |

| 勝敗 | 対戦相手             | 試合結果                                | 大会名 | 開催年月日     |
| ○    | 源太郎               | 3R終了 判定3-0                          | K-1 WORLD MAX 2011 -63kg Japan Tournament FINAL                                                                                               | 2011年6月25日  |
| ×    | 城戸康裕             | 3R終了 判定0-3                          | 谷山ジム「ビッグバン・統一への道 其の四」 | 2011年2月5日   |
| ×    | 藤田ゼン             | 3R+延長R終了 判定1-2                    | 新日本キックボクシング協会「TITANS NEOS VIII」                                                                                                | 2010年9月11日  |
| ×    | 健太                 | 3R終了 判定0-3                          | ニュージャパンキックボクシング連盟 「熱風 零参」                                                                                              | 2010年3月28日  |
| ×    | キム・セギ           | 2R 2:59 KO                              | 長島☆自演乙☆雄一郎プロデュース DEEP KICK 2 | 2009年12月23日 |
| ○    | マット％自演乙％魁塾 | 3R終了 判定3-0                          | 長島☆自演乙☆雄一郎プロデュース DEEP KICK | 2009年7月5日   |
| ○    | 水町浩               | 5R終了 判定3-0                          | マーシャルアーツ日本キックボクシング連盟 2009士道館新春興行 BREAK THROUGH-9 〜添野道場40周年記念大会〜 【WMAF世界ウェルター級タイトルマッチ】 | 2009年2月15日  |
| ○    | 川端健司             | 3R 1:55 TKO（ドクターストップ：カット） | J-NETWORK「Let's Kick with J FINAL」 | 2008年11月30日 |
| ×    | 水町浩               | 3R+延長R終了 判定1-2                    | マーシャルアーツ日本キックボクシング連盟 BREAK THROUGH-7 〜CHAMPION CARNIVAL〜 MA日本キック連盟4階級タイトルマッチ                            | 2008年10月19日 |
| ○    | 渡辺雅和             | 3R 0:49 TKO                             | J-NETWORK「Let's Kick with J the 2nd」 【J-NETWORKウェルター級王座決定戦】                                                                    | 2008年4月11日  |
| ×    | タカオサミツ         | 3R終了 判定0-3                          | 新日本キックボクシング協会「TITANS NEOS 2」                                                                                                   | 2007年9月16日  |
| ○    | 吉川英明             | 5R終了 判定3-0                          | J-NETWORK「The Starting Point of J 2nd」 【J-NETWORKウェルター級王座決定戦】                                                                  | 2007年3月21日  |
| ○    | 宏二                 | 3R終了 判定3-0                          | J-NETWORK「The Starting Point of J」 【J－NETWORKウェルター級王座決定トーナメント準決勝】                                                     | 2007年1月8日   |
| ○    | 入江達郎             | 3R終了 判定3-0                          | J-NETWORK「The Starting Point of J」 【J－NETWORKウェルター級王座決定トーナメント1回戦】                                                      | 2007年1月8日   |
| ○    | 加藤健               | 3R 1:29 TKO(ドクターストップ)           | ニュージャパンキックボクシング連盟「ADVANCE X～前進～真王杯決勝戦」                                                                           | 2006年11月23日 |
| ○    | 関本宏               | 3R終了 判定2-0                          | J-NETWORK「J-FIGHT WEST1」 | 2006年7月14日  |
| ○    | 兵頭和幸             | 判定3-0                                 | MA四国大会 | 2006年7月2日   |
| ×    | 関本宏               | 延長R終了 判定0-2                       | FORCE ３ | 2005年10月16日 |
| ○    | 合嶋優樹             | 3R KO(パンチ連打)                       | Ｋ－ダイナミズムバーニングバウトvol１ | 2005年10月2日  |
| ×    | 尾崎圭司             | 3R終了 判定0-2                          | R.I.S.E.ⅩⅡ | 2005年1月30日  |
| ×    | 山口太雅             | 3R終了 判定0-3                          | SB「∞ーS～infinity-s～Vol.6」 | 2004年12月3日  |
| △    | 加藤悟史             | 5R終了 判定0-0                          | M-1 ムエタイチャレンジ | 2004年8月1日   |
| ○    | ジョーム             | 2R KO(右ハイキック)                     | M-1 ムエタイチャレンジ | 2004年4月10日  |
| ○    | KAWASAKI             | 3R終了 判定3-0                          | REAL DEAL BATTLE STAGE | 2003年12月20日 |
| ×    | 笠原大介             | 1R KO                                   | POWER広島 | 2003年10月13日 |

## 獲得タイトル
- アマチュア
  - 関西アマチュアSB選手権大会 優勝（2000年）
  - 全日本アマチュアSB選手権大会 優勝（2000年）
- プロ
  - 第3代J-NETWORKウェルター級王座（1度防衛）
  - 第2代WMAFウェルター級王座（保持中）